# 六角紫水
六角 紫水（ろっかく しすい、1867年4月24日（慶応3年3月20日） - 1950年（昭和25年）4月15日）は、日本の漆工芸家。日本の漆工芸界の草分け。旧姓・藤岡、幼名・仲太郎。のち注多良と改名。

## 経歴
1867年、 広島県佐伯郡大原村（現・江田島市大柿町大原）生まれ。1883年（明治16年）広島師範学校初等師範科（現・広島大学教育学部）を卒業後、母校の小学校で教員を務めたのち上京。東京美術学校（現・東京芸術大学）の一期生として漆工科へ入学。1893年（明治26年）卒業と同時に同校漆芸科助教授に就任し、岡倉天心とともに国内の古美術を研究した。
1898年（明治31年）、岡倉が同校を辞職した際には行動をともにし、日本美術院の創立に参加。1904年（明治37年）、岡倉に随行して横山大観らとともに渡米。ボストン美術館東洋部、続いてメトロポリタン美術館に勤務し、東洋美術品の整理に従事した。その後1908年に渡欧し、ロンドン、パリ、ドイツ各地を巡って欧米の日本美術を視察し、ロシア、清国を経て帰国。
帰国後は母校で後進の指導に当たりながら、正倉院宝物や楽浪漆器など幅広い古典技法の研究と応用作品を発表。1924年（大正13年）より教授。1927年（昭和2年）、帝展に工芸部が新設されると審査員、無鑑査として作品を発表。1941年(昭和16年)には芸術院会員に選出された。
子に漆芸家の六角大壌、孫（大壌の子）に建築家の六角鬼丈、曾孫（鬼丈の子）に建築家の六角美瑠がいる。

## 受賞・栄典
- 1925年（大正14年）: パリ万国博覧会受賞。
- 1930年（昭和5年）: 第11回帝展に出品した「暁天吼号之図漆器」が帝国美術院賞を受賞。

## 研究内容・業績

### 研究
- 漆芸家として制作活動すると同時に、東京美術学校で後進の指導に当たり、日本の漆工芸界の草分けとして漆芸界に貢献。
- 朝鮮半島で行われた発掘によって出土した楽浪漆器に着目し、その研究を行った[5]。また、それに触発された作品も生み出している。[6]
- 中尊寺金色堂や厳島神社社殿の修復、古社寺文化財の調査、白漆の発明など、文化財保護の観点でも功績を残した。

### 作品
- 「菊蒔絵螺鈿棚」 木製漆塗・蒔絵 1基

川之邊一朝（蒔絵）海野勝珉（金具彫刻）との共作で下絵を担当した。1894年（明治27年）11月に起工、1903年（明治36年）12月に完成。三の丸尚蔵館蔵。2024年度重要文化財指定予定で菊蒔絵螺鈿書棚製作図45枚が附指定されている。
- キリンビールのラベルの麒麟の図案は、紫水のデザインとされる[8]。

## 著書
- 『考古学講座4』漆工史 雄山閣、1936年
- 『東洋漆工史』雄山閣、1960年

## 参考書籍
- 村野夏生1994『漆の精：六角紫水伝』構想社
- 樋口豊郎編2012『楽浪漆器：東アジアの文化をつなぐ漢の漆工品』美学出版
  - 宮本真希子2012「楽浪漆器に触発された六角紫水の漆芸作品」pp.58-71
  - 樋口豊郎2012「六角紫水のエクレクティシズム－感覚の無法な羽ばたき－」pp.72-93